# Exeter (Califórnia)
Exeter é uma cidade localizada no estado americano da Califórnia, no Condado de Tulare. Foi incorporada em 2 de março de 1911.

## Geografia
De acordo com o United States Census Bureau, a cidade tem uma área de 6,4 km², onde todos os 6,4 km² estão cobertos por terra.

### Localidades na vizinhança
O diagrama seguinte representa as localidades num raio de 16 km ao redor de Exeter.

## Demografia
Segundo o censo nacional de 2010, a sua população é de 10 334 habitantes e sua densidade populacional é de 1 621,94 hab/km². Possui 3 600 residências, que resulta em uma densidade de 565,03 residências/km².